# Persone di cognome Fox
| Questa pagina contiene informazioni ricavate automaticamente dalle voci biografiche con l'ausilio del template Bio e di un bot. L'aggiornamento è periodico e automatico e ricostruisce completamente la pagina. Se manca una persona in questa lista, sei pregato di non aggiungerla, ma accertati piuttosto che la sua voce biografica contenga il template Bio e che i dati anagrafici siano correttamente compilati. Se il template Bio manca, inseriscilo tu stesso o, in alternativa, metti l'avviso {{tmp\|Bio}} che ne segnala la mancanza. Se i dati riportati sono sbagliati, correggi direttamente la voce biografica; le modifiche saranno visibili in questa lista entro pochi giorni. Per chiarimenti vedi il progetto antroponimi. La lista contiene solo le 107 persone che sono citate nell'enciclopedia e per le quali è stato implementato correttamente il template Bio. Pagina aggiornata al 23 apr 2025. |

Questa è una lista di persone presenti nell'enciclopedia che hanno il cognome Fox, suddivise per attività principale.

## Allenatori di calcio(3)
- Liam Fox, allenatore di calcio e ex calciatore scozzese (Edimburgo, n. 1984)
- Peter Fox, allenatore di calcio e ex calciatore inglese (Scunthorpe, n. 1957)
- Ruel Fox, allenatore di calcio e ex calciatore inglese (Ipswich, n. 1968)

## Allenatori di football americano(1)
- John Fox, allenatore di football americano statunitense (Virginia Beach, n. 1955)

## Animatori(1)
- John Fox, animatore statunitense

## Astrologi(1)
- Paolo Fox, astrologo e personaggio televisivo italiano (Roma, n. 1961)

## Attori(14)
- Carl Duering, attore inglese (Berlino, n. 1923 - Londra, † 2018)
- James Fox, attore britannico (Londra, n. 1939)
- Bernard Fox, attore britannico (Port Talbot, n. 1927 - Los Angeles, † 2016)
- Earle Foxe, attore statunitense (Oxford, n. 1891 - Los Angeles, † 1973)
- Edward Fox, attore britannico (Londra, n. 1937)
- Freddie Fox, attore britannico (Londra, n. 1989)
- Harry Fox, attore e ballerino statunitense (Pomona, n. 1882 - Woodland Hills, † 1959)
- Jack Fox, attore britannico (Londra, n. 1985)
- Laurence Fox, attore britannico (Leeds, n. 1978)
- Matthew Fox, attore statunitense (Abington, n. 1966)
- Michael J. Fox, attore, produttore cinematografico e attivista canadese (Edmonton, n. 1961)
- Michael Fox, attore statunitense (Yonkers, n. 1921 - Woodland Hills, † 1996)
- Sean Ryan Fox, attore e doppiatore statunitense (Riverside, n. 2001)
- Spencer Fox, attore e doppiatore statunitense (New York, n. 1993)

## Attrici(12)
- Emilia Fox, attrice britannica (Londra, n. 1974)
- Jorja Fox, attrice statunitense (New York, n. 1968)
- Julia Fox, attrice italiana (Milano, n. 1990)
- Kerry Fox, attrice neozelandese (Wellington, n. 1966)
- Lucy Fox, attrice statunitense (New York, n. 1897 - Palm Beach, † 1970)
- Megan Fox, attrice e modella statunitense (Oak Ridge, n. 1986)
- Mickey Fox, attrice statunitense (New York, n. 1915 - Los Angeles, † 1988)
- Phoebe Fox, attrice britannica (Londra, n. 1987)
- Rachel G. Fox, attrice e cantante statunitense (Lawrenceville, n. 1996)
- Sidney Fox, attrice statunitense (New York, n. 1907 - Hollywood, † 1942)
- Virginia Fox, attrice statunitense (Wheeling, n. 1902 - Palm Springs, † 1982)
- Vivica A. Fox, attrice statunitense (South Bend, n. 1964)

## Attrici pornografiche(3)
- Aidra Fox, attrice pornografica statunitense (Milwaukee, n. 1995)
- Felicia Fox, ex attrice pornografica statunitense (Enon, n. 1974)
- Samantha Fox, attrice pornografica statunitense (New York, n. 1950 - New York, † 2020)

## Autori di videogiochi(2)
- David Fox, autore di videogiochi e informatico statunitense (Los Angeles, n. 1950)
- Toby Fox, autore di videogiochi e compositore statunitense (Manchester, n. 1991)

## Batteristi(1)
- Lucas Fox, batterista britannico (Londra)

## Biochimici(1)
- Sidney W. Fox, biochimico statunitense (Los Angeles, n. 1912 - † 1998)

## Bobbisti(1)
- Donald Fox, bobbista statunitense

## Calciatori(4)
- Daniel Fox, ex calciatore inglese (Winsford, n. 1986)
- David Lee Fox, ex calciatore inglese (Stoke-on-Trent, n. 1983)
- Morgan Fox, calciatore gallese (Chelmsford, n. 1993)
- Steve Fox, calciatore inglese (Tamworth, n. 1958 - † 2012)

## Calciatrici(1)
- Emily Fox, calciatrice statunitense (Ashburn, n. 1998)

## Canoiste(2)
- Jessica Fox, canoista australiana (Marsiglia, n. 1994)
- Noemie Fox, canoista australiana (n. 1997)

## Cantanti(2)
- James Fox, cantante britannico (Bargoed, n. 1976)
- Samantha Fox, cantante, attrice e ex modella britannica (Londra, n. 1966)

## Cestiste(1)
- Emily Fox, ex cestista statunitense (Highlands Ranch, n. 1987)

## Cestisti(9)
- De'Aaron Fox, cestista statunitense (New Orleans, n. 1997)
- Jim Fox, ex cestista statunitense (Atlanta, n. 1943)
- Nate Fox, cestista statunitense (Plainville, n. 1977 - Chicago, † 2014)
- Reggie Fox, ex cestista e allenatore di pallacanestro statunitense (Chicago, n. 1967)
- Rick Fox, ex cestista e attore canadese (Toronto, n. 1969)
- Abdul Fox, ex cestista statunitense (New York, n. 1971)
- Harold Fox, ex cestista statunitense (Hyattsville, n. 1949)
- John Fox, ex cestista statunitense (Filadelfia, n. 1965)
- Wilbur Fox, cestista statunitense (Dover, n. 1919 - Massillon, † 1991)

## Circensi(1)
- La Norma Fox, circense statunitense (Randers, n. 1926)

## Compositori(1)
- Frederick A. Fox, compositore e docente statunitense (Detroit, n. 1931 - Bloomington, † 2011)

## Dermatologi(1)
- George Henry Fox, dermatologo statunitense (Ballston Spa, n. 1846 - New York, † 1937)

## Giocatori di baseball(2)
- Matt Fox, ex giocatore di baseball statunitense (Columbus, n. 1982)
- Nellie Fox, giocatore di baseball statunitense (St. Thomas Township, n. 1927 - Baltimora, † 1975)

## Giocatori di football americano(1)
- Jack Fox, giocatore di football americano statunitense (Dallas, n. 1996)

## Giocatori di poker(1)
- Elio Fox, giocatore di poker statunitense (New York, n. 1986)

## Giornalisti(1)
- John Fox Jr., giornalista e scrittore statunitense (Stony Point, n. 1862 - Big Stone Gap, † 1919)

## Maratoneti(1)
- Terry Fox, maratoneta e attivista canadese (Winnipeg, n. 1958 - Port Coquitlam, † 1981)

## Medici(1)
- Simeon Fox, medico inglese (n. 1568 - † 1642)

## Militari(2)
- Gustavus Fox, militare e storico statunitense (Saugus, n. 1821 - Lowell, † 1883)
- John Fox, militare statunitense (Cincinnati, n. 1915 - Sommocolonia, † 1944)

## Modelle(3)
- Anne-Marie Fox, ex modella e fotografa statunitense (Los Angeles, n. 1962)
- Jeanene Fox, modella e attrice bahamense (Nassau, n. 1978)
- Yolande Fox, modella statunitense (Mobile, n. 1928 - Washington, † 2016)

## Musicisti(1)
- Hardy Fox, musicista statunitense (n. 1945 - † 2018)

## Nobili(1)
- Stephen Fox, II barone Holland, nobile inglese (n. 1745 - † 1774)

## Nuotatrici(1)
- Catherine Fox, ex nuotatrice statunitense (Roeland Park, n. 1977)

## Organisti(1)
- Virgil Fox, organista statunitense (Princeton, n. 1912 - Palm Beach, † 1980)

## Pallanuotiste(1)
- Joanne Fox, pallanuotista australiana (Melbourne, n. 1979)

## Pastori protestanti(1)
- Emmet Fox, pastore protestante statunitense (n. 1886 - † 1951)

## Pentatleti(1)
- Jeremy Fox, pentatleta britannico (Pewsey, n. 1941 - † 2023)

## Politici(6)
- Ashley Fox, politico britannico (Sutton Coldfield, n. 1969)
- Charles James Fox, politico britannico (Westminster, n. 1749 - Chiswick, † 1806)
- Jon Fox, politico statunitense (Abington, n. 1947 - Abington, † 2018)
- Stephen Fox, politico inglese (n. 1627 - † 1716)
- Vicente Fox, politico messicano (Città del Messico, n. 1942)
- William Fox, politico neozelandese (South Shields, n. 1812 - Auckland, † 1893)

## Predicatori(1)
- George Fox, predicatore inglese (Fenny Drayton, n. 1624 - Londra, † 1691)

## Produttori cinematografici(1)
- William Fox, produttore cinematografico ungherese (Tolcsva, n. 1879 - New York, † 1952)

## Produttori discografici(1)
- Paul Fox, produttore discografico e tastierista statunitense (Valley Stream, n. 1954 - † 2022)

## Registi(4)
- Eytan Fox, regista israeliano (New York, n. 1964)
- Fred Fox, regista e attore britannico (Londra, n. 1884 - Los Angeles, † 1949)
- Paul Fox, regista canadese (Toronto, n. 1963)
- Wallace Fox, regista statunitense (Purcell, n. 1895 - Hollywood, † 1958)

## Rugbisti a 15(1)
- Grant Fox, ex rugbista a 15 e allenatore di rugby a 15 neozelandese (New Plymouth, n. 1962)

## Scacchisti(2)
- Albert Fox, scacchista statunitense (Boston, n. 1881 - Washington, † 1964)
- Maurice Fox, scacchista canadese (Ucraina, n. 1898 - Canada, † 1988)

## Sceneggiatrici(1)
- Dana Fox, sceneggiatrice, produttrice cinematografica e attrice statunitense (Brighton, n. 1976)

## Scenografi(1)
- Paul S. Fox, scenografo statunitense (Corunna, n. 1898 - Los Angeles, † 1972)

## Schermidori(1)
- Arthur Fox, schermidore statunitense (Cowes, n. 1878 - Los Angeles, † 1958)

## Sciatrici alpine(1)
- Kelley Fox, ex sciatrice alpina statunitense (n. 1968)

## Scrittrici(3)
- Claire Fox, scrittrice e politica britannica (Barton-upon-Irwell, n. 1960)
- Marie Fox, scrittrice britannica |PostNazionalità = di nascita francese (Parigi, n. 1850 - Stiria, † 1878)
- Paula Fox, scrittrice statunitense (New York, n. 1923 - Brooklyn, † 2017)

## Tenniste(1)
- Rayni Fox, tennista statunitense (Miami, n. 1956)

## Tennisti(1)
- Allen Fox, ex tennista statunitense (Los Angeles, n. 1939)

## Teologi(1)
- Matthew Fox, teologo e saggista statunitense (n. 1940)

## Senza attività specificata(1)
- Sorelle Fox, statunitense (n. 1837 - † 1892)